# Stefan Lindfors

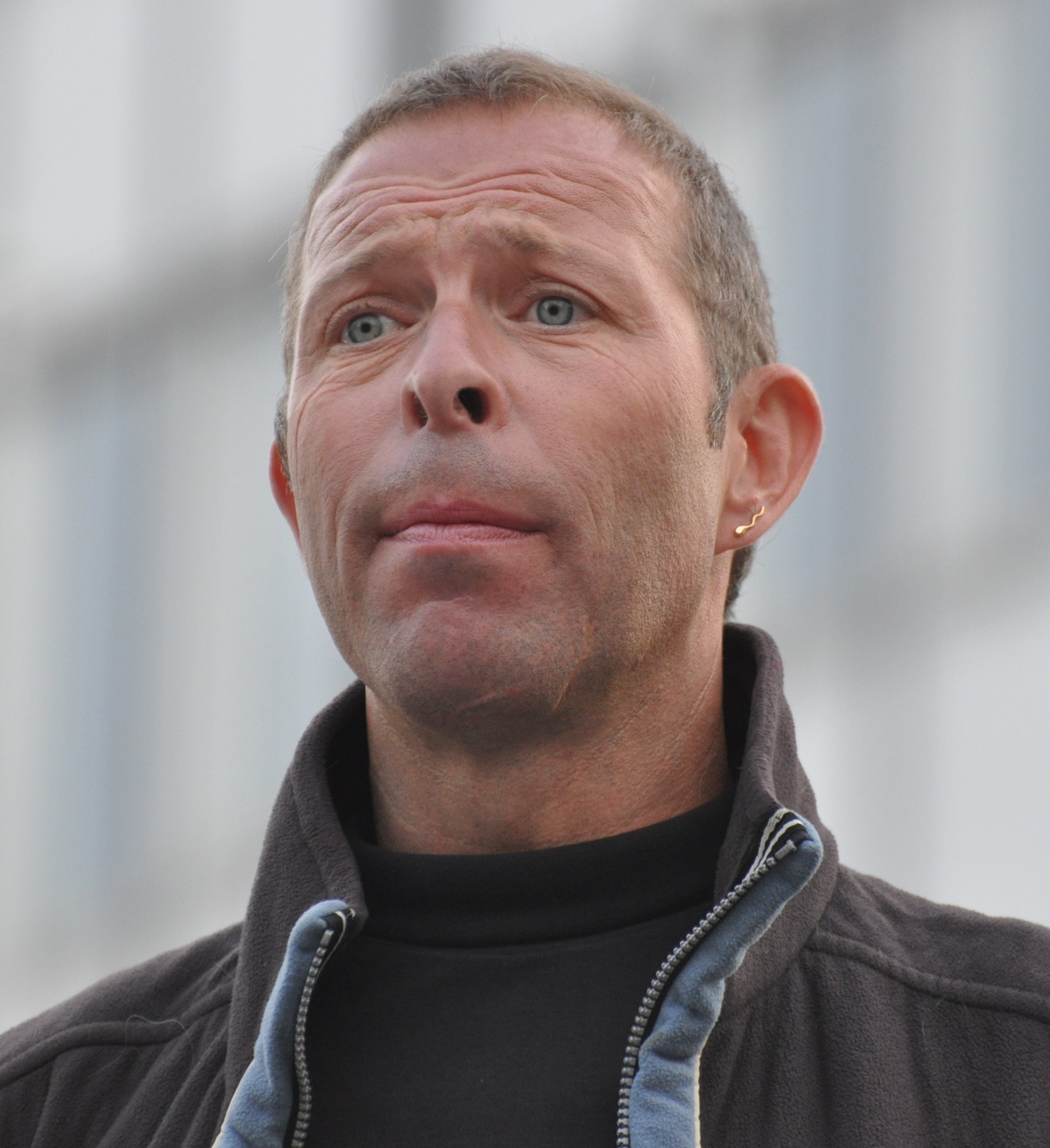
Stefan Lindfors, 2012

Stefan Lindfors (* 3. Mai 1962 in Mariehamn) ist ein finnischer Innenarchitekt und Designer.

## Leben
Lindfors studierte an der Hochschule für angewandte Kunst Helsinki und schloss 1988 mit einem Examen als Möbeldesigner und Innenarchitekt ab.
Bereits 1985 hatte er mit einem von ihm entwickelten leichten Metallstuhl Aufmerksamkeit erregt. Bekannt wurde er durch eine Ausstellung seiner Hochschule, in der er drei Throne präsentierte, die er den Herrschern Russlands, der USA und der Volksrepublik China widmete. 1989 entwarf er das Café im Museum für angewandte Kunst Helsinki, 1990 das Nachrichtenstudio des finnischen Fernsehens und 1993 einen Laden für Marimekko.
Von 1993 bis 1996 war er Rektor des Art Institutes in Kansas City.
Bei seinen Entwürfen orientiert er sich häufig an der Tierwelt und hier vor allem an Wirbellosen und Insekten. Dies betrifft auch die von ihm 1988 geschaffene Scaragoo-Lampe. Er schuf Plastiken aus Eisen und Acryl, die er 1991 auf der Reges-Insectorum-Ausstellung in Helsinki und in den Jahren 1995 und 1996 auf der Freedom of Speech-Ausstellung in drei US-amerikanischen Städten zeigte.
1992 erhielt er den Georg-Jensen-Preis für Formgebung.